# 苗集镇
苗集镇，是中华人民共和国安徽省阜阳市阜南县下辖的一个乡镇级行政单位。

## 行政区划
苗集镇下辖以下地区：
苗集村、祥和村、幸福村、杏集村、桃园村、平安村、罗庄村、张店村、唐坡村、大蔡村、张古村和前进村。